# 平石郁生
平石 郁生（ひらいし いくお、1963年3月 - ）は、日本の起業家（シリアルアントレプレナー）、スタートアップ投資家。
1963年3月、福島県郡山市生まれ。1982年3月、福島県立安積高等学校卒業（浪人して入学）。1986年3月、東海大学文学部広報学科情報社会課程卒業。株式会社ドリームビジョン代表取締役社、株式会社ラソナ社外取締役、法政大学経営大学院イノベーション・マネジメント研究科兼任講師、武蔵野大学アントレプレナーシップ学部専任教員、Infarm - Indoor Urban Farming Japan 株式会社 代表取締役社長、ベルリン市主催APW(Asia Pacific Asia Berlin/SUAB(Startup Asia Berlin)アンバサダー。

## 経歴
1991年３月 - 株式会社クリードエクセキュートを設立。起業家としての人生をスタートする。本人は「そこから苦労の缶詰のような人生が始まった」と語っている。1990年代後半からインターネット関連ビジネスに携わる。
1998年 - 株式会社ウェブクルー創業（2004年９月に東証マザーズ上場）
2000年 - 株式会社インタースコープ創業（2007年２月にYahoo! Japanに売却、2010年にマクロミルと経営統合）
2002年 - インターネットリサーチ研究会を発足
2006年 - 株式会社ドリームビジョンを設立
2011年３月 - 株式会社サンブリッジ Global Venture Habitat Tokyo Officer に就任。創業間もない国内外のスタートアップへの投資活動を開始する。
2012年 - 会社分割にて、株式会社サンブリッジグローバルベンチャーズを設立
2017年 - 株式会社ドリームビジョンを再始動
2020年 - 投資先のInfarmの日本法人設立に際し、代表取締役社長に就任

## 投資先
- Peatix
- AnyRoad
- Material World
- WHILL
- TeamSprit（東証マザーズ上場）
- ギフティ（東証マザーズ上場）
- ビートレンド（東証マザーズ上場）
- Miles
- Infarm